# Prezydenci Łodzi
Najwyższym organem wykonawczym miasta Łodzi jest obecnie prezydent Łodzi. Jest on zwierzchnikiem służbowym pracowników urzędu miasta, zwierzchnikiem kierowników miejskich jednostek organizacyjnych, a także służb, inspekcji i straży. Pierwszym prezydentem miasta został w roku 1841 Karol Tangermann. Wiązało się to z wyniesieniem Łodzi do rangi miasta gubernialnego. Pełnił swoją funkcję do 1844 roku. Od 2010 roku funkcję prezydenta sprawuje Hanna Zdanowska.

## Historia
Na przestrzeni lat, wraz z rozwojem miasta oraz zmianami sytuacji politycznej kraju, funkcja głównego organu wykonawczego nosiła różne nazwy. Pierwszą osobą która pełniła funkcję burmistrza Łodzi znaną z nazwiska jest Jan Dąbrowski. Pełnił on funkcję burmistrza w latach 1471–1480 i 1488–1502.
Wiadomo o tym, ponieważ jak pisze Ryszard Rosin w monografii, Łódź. Dzieje miasta. Tom I – do 1918 r., na stronie 87:

Pierwszą księgę miejską Łodzi zaczęto prowadzić w 1471 r., potem wciągnięto do niej parę zapisek z lat wcześniejszych, tak że najstarsza z nich pochodzi z 1440 r. Można zatem przypuszczać, że już wtedy – a na pewno od 1470 r. – istniała tutaj rada miejska z burmistrzem na czele.

## Burmistrzowie, prezydenci, komisarze i przewodniczący Łodzi
| Imię i nazwisko                                    | nazwa funkcji                                                      | od                | do                |
| Królestwo Polskie                                  | Królestwo Polskie                                                  | Królestwo Polskie | Królestwo Polskie |
| -------------------------------------------------- | ------------------------------------------------------------------ | ----------------- | ----------------- |
| Jan Dąbrowski                                      | burmistrz                                                          | 1470              | 1480              |
| Stanisław Kaleta                                   | burmistrz                                                          | 1480              | 1488              |
| Jan Dąbrowski                                      | burmistrz                                                          | 1488              | 1504              |
| Mikołaj Jagiełka                                   | burmistrz                                                          | 1504              | 1504              |
| Jakub Dąbrowa                                      | burmistrz                                                          | 1504              | 1507              |
| Stanisław Kalata                                   | burmistrz                                                          | 1507              | 1508              |
| Grzegorz Wyszek                                    | burmistrz                                                          | 1509              | 1517              |
| Wawrzyniec Dąbrowski                               | burmistrz                                                          | 1518              | 1525              |
| Jan Smarzewski                                     | burmistrz                                                          | 1526              | 1526              |
| Mikołaj Kochan                                     | burmistrz                                                          | 1527              | 1532              |
| Wojciech Wyszek                                    | burmistrz                                                          | 1532              | 1546              |
| Mikołaj Kochan                                     | burmistrz                                                          | 1546              | 1548              |
| Jakub Polczyk                                      | burmistrz                                                          | 1548              | 1549              |
| Mikołaj Domagała                                   | burmistrz                                                          | 1550              | 1550              |
| Marcin Świgonia                                    | burmistrz                                                          | 1551              | 1552              |
| Walenty Kupski                                     | burmistrz                                                          | 1552              | 1558              |
| Marcin Świgonia                                    | burmistrz                                                          | 1558              | 1559              |
| Mikołaj Domagała                                   | burmistrz                                                          | 1560              | 1569              |
| Rzeczpospolita Obojga Narodów                      |                                                                    |                   |                   |
| Mikołaj Domagała                                   | burmistrz                                                          | 1569              | 1572              |
| Klimek Doczekała                                   | burmistrz                                                          | 1573              | 1584              |
| Bartosz Domagała                                   | burmistrz                                                          | 1602              | 1603              |
| Wojciech Stanek                                    | burmistrz                                                          | 1603              | 1608              |
| Mikołaj Kasprzyk                                   | burmistrz                                                          | 1608              | 1612              |
| Wojciech Stanek                                    | burmistrz                                                          | 1612              | 1613              |
| Hipolit                                            | burmistrz                                                          | 1613              | 1616              |
| Jan Jałocha                                        | burmistrz                                                          | 1616              | 1617              |
| Wawrzyniec Michałowski                             | burmistrz                                                          | 1618              | 1621              |
| Jakub Ciupka                                       | burmistrz                                                          | 1621              | 1625              |
| Wawrzyniec Michałowski                             | burmistrz                                                          | 1625              | 1628              |
| Jan Jałocha                                        | burmistrz                                                          | 1628              | 1632              |
| Paweł Markowicz                                    | burmistrz                                                          | 1632              | 1636              |
| Jan Rozwora                                        | burmistrz                                                          | 1636              | 1639              |
| Wawrzyniec Michałowicz                             | burmistrz                                                          | 1639              | 1640              |
| Błażej Ferens                                      | burmistrz                                                          | 1640              | 1643              |
| Jan Jałocha                                        | burmistrz                                                          | 1644              | 1645              |
| Andrzej Pawłowicz                                  | burmistrz                                                          | 1645              | 1647              |
| Ambroży Śmiały                                     | burmistrz                                                          | 1647              | 1651              |
| Marcin Jałochowicz                                 | burmistrz                                                          | 1651              | 1653              |
| Paweł Makowicz                                     | burmistrz                                                          | 1653              | 1656              |
| Błażej Ferens                                      | burmistrz                                                          | 1656              | 1657              |
| Wojciech Piątkowicz                                | burmistrz                                                          | 1657              | 1661              |
| Jan Markowicz                                      | burmistrz                                                          | 1661              | 1665              |
| Jan Rozwora                                        | burmistrz                                                          | 1665              | 1666              |
| Jan Markowicz                                      | burmistrz                                                          | 1666              | 1679              |
| Wojciech Lewik vel.Lewicki                         | burmistrz                                                          | 1679              | 1688              |
| Jakub Suwała                                       | burmistrz                                                          | 1688              | 1691              |
| Adam Ślusarz vel.Kałuziński                        | burmistrz                                                          | 1691              | 1696              |
| Stanisław Kulig                                    | burmistrz                                                          | 1697              | 1698              |
| Adam Kałuziński                                    | burmistrz                                                          | 1698              | 1699              |
| Aleksy Ostoja                                      | burmistrz                                                          | 1700              | 1700              |
| Grzegorz Pełzowicz                                 | burmistrz                                                          | 1700              | 1708              |
| Adam Kałuziński                                    | burmistrz                                                          | 1708              | 1708              |
| Wojciech Kozula                                    | burmistrz                                                          | 1709              | 1709              |
| Adam Markowicz                                     | burmistrz                                                          | 1710              | 1710              |
| Błażej Krzysztofkowicz                             | burmistrz                                                          | 1712              | 1715              |
| Kazimierz Pełzowicz                                | burmistrz                                                          | 1717              | 1717              |
| Adam Markowicz                                     | burmistrz                                                          | 1719              | 1719              |
| Kazimierz Pełzowicz                                | burmistrz                                                          | 1719              | 1720              |
| Grzegorz Markowicz                                 | burmistrz                                                          | 1720              | 1720              |
| Błażej Krzysztofkowicz                             | burmistrz                                                          | 1721              | 1723              |
| Józef Zakrzewicz                                   | burmistrz                                                          | 1723              | 1727              |
| Błażej Krzysztofkowicz                             | burmistrz                                                          | 1727              | 1730              |
| Andrzej Drewnowicz                                 | burmistrz                                                          | 1730              | 1732              |
| Wojciech Gozdowski                                 | burmistrz                                                          | 1732              | 1733              |
| Andrzej Drewnowicz                                 | burmistrz                                                          | 1734              | 1736              |
| Wojciech Gozdrowki                                 | burmistrz                                                          | 1736              | 1736              |
| Grzegorz Kozula                                    | burmistrz                                                          | 1736              | 1737              |
| Józef Zakrzewicz                                   | burmistrz                                                          | 1737              | 1738              |
| Błażej Krzysztofkowicz                             | burmistrz                                                          | 1738              | 1739              |
| Antoni Kielam                                      | burmistrz                                                          | 1740              | 1743              |
| Idzi Głowiński                                     | burmistrz                                                          | 1743              | 1745              |
| Antoni Kielam                                      | burmistrz                                                          | 1746              | 1748              |
| Wojciech Głowiński                                 | burmistrz                                                          | 1748              | 1748              |
| Felicjan Zawacki                                   | burmistrz                                                          | 1748              | 1749              |
| Antoni Kielam                                      | burmistrz                                                          | 1749              | 1750              |
| Mikołaj Domaniewicz                                | burmistrz                                                          | 1750              | 1752              |
| Józef Drewnowicz                                   | burmistrz                                                          | 1752              | 1752              |
| Józef Drewnowicz                                   | burmistrz                                                          | 1753              | 1754              |
| Józef Drewnowicz                                   | burmistrz                                                          | 1754              | 1756              |
| Antoni Kielam                                      | burmistrz                                                          | 1760              | 1760              |
| Wojciech Głowiński                                 | burmistrz                                                          | 1761              | 1761              |
| Felicjan Zawacki                                   | burmistrz                                                          | 1761              | 1762              |
| Jan Gozdowski                                      | burmistrz                                                          | 1762              | 1763              |
| Felicjan Zawacki                                   | burmistrz                                                          | 1763              | 1764              |
| Mikołaj Domaniewicz                                | burmistrz                                                          | 1764              | 1765              |
| Felicjan Zawacki                                   | burmistrz                                                          | 1766              | 1767              |
| Józef Michałkowicz                                 | burmistrz                                                          | 1767              | 1771              |
| Jan Maniński                                       | burmistrz                                                          | 1771              | 1771              |
| Jan Gozdowski                                      | burmistrz                                                          | 1772              | 1773              |
| Józef Michałkowicz                                 | burmistrz                                                          | 1773              | 1773              |
| Paweł Suwała                                       | burmistrz                                                          | 1774              | 1774              |
| Jan Maniński                                       | burmistrz                                                          | 1775              | 1777              |
| Aleksy Drewnowicz                                  | burmistrz                                                          | 26 czerwca 1775   | 1777              |
| Jakub Krzysztofarski                               | burmistrz                                                          | 1777              | 1779              |
| Aleksy Drewnowicz                                  | burmistrz                                                          | 1779              | 1781              |
| Józef Witoński                                     | burmistrz                                                          | 1782              | 1783              |
| Józef Michałkowicz                                 | burmistrz                                                          | 1783              | 1785              |
| Aleksy Drewnowicz                                  | burmistrz                                                          | 1785              | 1786              |
| Piotr Drewnowicz                                   | burmistrz                                                          | 1786              | 1788              |
| Jan Jeżewicz                                       | burmistrz                                                          | 1788              | 1789              |
| Błażej Jugowicz                                    | burmistrz                                                          | 1790              | 1791              |
| Jan Pełzowski                                      | burmistrz                                                          | 1791              | 1792              |
| Piotr Zakrzewicz                                   | burmistrz                                                          | 1792              | 1793              |
| Michał Kuzitowicz                                  | burmistrz                                                          | 1793              | 1793              |
| Zabór pruski                                       |                                                                    |                   |                   |
| Michał Kuzitowicz                                  | burmistrz                                                          | 1793              | 1794              |
| Piotr Drewnowicz                                   | burmistrz                                                          | 1793              | 1801              |
| Sempf                                              | pruski królewsko-policyjny burmistrz                               | ?                 | 1797              |
| Józef Aufschlag                                    | pruski królewsko-policyjny burmistrz                               | 1800              | 1805              |
| Tomasz Jeżewicz                                    | burmistrz                                                          | 1806              | 1806              |
| Księstwo Warszawskie                               |                                                                    |                   |                   |
| Piotr Drewnowicz                                   | burmistrz                                                          | 1807              | 1807              |
| W. Dąbkowski                                       | burmistrz                                                          | 1808              | 1808              |
| Antoni Czaykowski                                  | burmistrz                                                          | 1809              | 1810              |
| Szymon Szczawiński                                 | burmistrz                                                          | listopad 1810     | 15 lutego 1819    |
| W. Dąbkowski                                       | burmistrz                                                          | 1815              | 1815              |
| Królestwo Polskie                                  |                                                                    |                   |                   |
| Antoni Czaykowski                                  | burmistrz                                                          | 1815              | 1815              |
| Szymon Szczawiński                                 | burmistrz                                                          | listopad 1810     | 15 lutego 1819    |
| Antoni Czarkowski                                  | z-ca burmistrza p.o. burmistrza                                    | 16 lutego 1819    | 27 sierpnia 1820  |
| Antoni Czarkowski                                  | burmistrz                                                          | 28 sierpnia 1820  | 6 sierpnia 1826   |
| Karol Tangermann                                   | zastępca burmistrza p.o. burmistrza                                | 11 sierpnia 1826  | 26 stycznia 1829  |
| Karol Tangermann                                   | burmistrz                                                          | 26 stycznia 1829  | 1831              |
| Królestwo Polskie w czasie powstania listopadowego |                                                                    |                   |                   |
| Teodor Duczyński                                   | burmistrz                                                          | 29 listopada 1830 | 9 września 1831   |
| Królestwo Polskie                                  |                                                                    |                   |                   |
| Karol Tangermann                                   | burmistrz                                                          | 10 sierpnia 1831  | 6 maja 1841       |
| Karol Tangermann                                   | prezydent Łodzi                                                    | 7 maja 1841       | 12 sierpnia 1844  |
| Franciszek Traeger                                 | prezydent Łodzi                                                    | 23 sierpnia 1844  | 6 grudnia 1862    |
| Andrzej Rosicki                                    | prezydent Łodzi                                                    | 6 grudnia 1862    | 15 lutego 1865    |
| Edmund Pohlens                                     | prezydent Łodzi                                                    | 6 marca 1865      | 27 grudnia 1869   |
| Maurycy Taubwurcel vel. Taubworcel                 | prezydent Łodzi                                                    | 28 grudnia 1869   | 1 lipca 1878      |
| Walerian Michał Makowiecki                         | prezydent Łodzi                                                    | 1 sierpnia 1878   | 18 listopada 1882 |
| Władysław Pieńkowski                               | prezydent Łodzi                                                    | 22 listopada 1882 | 5 sierpnia 1914   |
| I wojna światowa i okupacja niemiecka              |                                                                    |                   |                   |
| Alfred Biedermann                                  | przewodniczący Rady Czternastu                                     | 1 sierpnia 1914   | 3 sierpnia 1914   |
| Alfred Biedermann                                  | przewodniczący Komitetu Obywatelskiego                             | 3 sierpnia 1914   | 10 sierpnia 1914  |
| Alfred Biedermann                                  | przewodniczący Głównego Komitetu Obywatelskiego                    | 10 sierpnia 1914  | grudzień 1914     |
| Antoni Stamirowski                                 | przewodniczący Głównego Komitetu Obywatelskiego                    | grudzień 1914     | czerwiec 1915     |
| Heinrich Schoppen                                  | nadburmistrz                                                       | 1 lipca 1915      | 29 września 1917  |
| Leopold Skulski                                    | nadburmistrz                                                       | 29 września 1917  | 11 listopada 1918 |
| Rzeczpospolita Polska                              |                                                                    |                   |                   |
| Leopold Skulski                                    | nadburmistrz                                                       | 11 listopada 1918 | 22 lutego 1919    |
| Aleksy Rżewski                                     | prezydent Łodzi                                                    | 27 marca 1919     | 24 lipca 1923     |
| Marian Cynarski                                    | prezydent Łodzi                                                    | 24 lipca 1923     | 14 kwietnia 1927  |
| Wacław Maksymilian Józef Wojewódzki                | wiceprezydent pełniący obowiązki prezydenta Łodzi                  | 14 kwietnia 1927  | 24 listopada 1927 |
| Bronisław Ziemięcki                                | prezydent Łodzi                                                    | 24 listopada 1927 | 12 lipca 1933     |
| Wacław Maksymilian Józef Wojewódzki                | komisarz rządowy miasta Łodzi                                      | 12 lipca 1933     | 18 lipca 1935     |
| Wacław Głazek                                      | tymczasowy prezydent Łodzi                                         | 18 lipca 1935     | 22 czerwca 1936   |
| Mikołaj Godlewski                                  | tymczasowy prezydent Łodzi                                         | 23 czerwca 1936   | 3 marca 1939      |
| Jan Kwapiński vel Piotr Chałupka                   | prezydent Łodzi                                                    | 3 marca 1939      | 6 września 1939   |
| bp Kazimierz Tomczak                               | przewodniczący Komitetu Obywatelskiego                             | 6 września 1939   | 9 listopada 1939  |
| Okupacja niemiecka                                 |                                                                    |                   |                   |
| Albert Leister                                     | niemiecki komisarz miasta                                          | 16 września 1939  | 31 grudnia 1939   |
| Franz Schiffer                                     | burmistrz                                                          | 1 stycznia 1940   | 21 maja 1940      |
| Karl Marder                                        | burmistrz                                                          | 21 maja 1940      | 18 maja 1941      |
| Werner Ventzki                                     | nadburmistrz                                                       | 18 maja 1941      | 15 lipca 1943     |
| Otto Bradfisch                                     | nadburmistrz                                                       | 15 lipca 1943     | 8 grudnia 1944    |
| Hans Trautwein                                     | nadburmistrz                                                       | 8 grudnia 1944    | 18 stycznia 1945  |
| Polska Ludowa i Rzeczpospolita Polska              |                                                                    |                   |                   |
| Kazimierz Witaszewski                              | pełniący obowiązki prezydenta Łodzi                                | 25 stycznia 1945  | 7 marca 1945      |
| Kazimierz Mijal                                    | prezydent Łodzi                                                    | 7 marca 1945      | 17 lutego 1947    |
| Eugeniusz Stawiński                                | prezydent Łodzi                                                    | 17 lutego 1947    | 15 kwietnia 1949  |
| Marian Minor                                       | prezydent Łodzi                                                    | 16 lipca 1949     | 24 maja 1950      |
| Marian Minor                                       | przewodniczący Prezydium Rady Narodowej Miasta Łodzi               | 24 maja 1950      | 27 maja 1952      |
| Ryszard Olasek                                     | przewodniczący Prezydium Rady Narodowej Miasta Łodzi               | 1952              | 1954              |
| Bolesław Geraga                                    | przewodniczący Prezydium Rady Narodowej Miasta Łodzi               | 1954              | 1956              |
| Edward Kaźmierczak                                 | przewodniczący Prezydium Rady Narodowej Miasta Łodzi               | 24 maja 1956      | 29 kwietnia 1971  |
| Jerzy Lorens                                       | przewodniczący Prezydium Rady Narodowej Miasta Łodzi               | 29 kwietnia1971   | 9 grudnia 1973    |
| Jerzy Lorens                                       | pełniący funkcję prezydenta miasta Łodzi                           | 9 grudnia1973     | 16 grudnia 1973   |
| Jerzy Lorens                                       | prezydent miasta Łodzi i wojewoda województwa miejskiego łódzkiego | 17 grudnia 1973   | 5 września1978    |
| Józef Niewiadomski                                 | prezydent miasta Łodzi i wojewoda województwa miejskiego łódzkiego | 6 września1978    | 12 grudnia1985    |
| Jarosław Pietrzyk                                  | prezydent miasta Łodzi i wojewoda województwa miejskiego łódzkiego | 30 grudnia1985    | 29 maja1989       |
| Waldemar Bohdanowicz                               | prezydent miasta Łodzi i wojewoda województwa miejskiego łódzkiego | 29 grudnia 1989   | 27 maja 1990      |
| Grzegorz Palka                                     | prezydent miasta Łodzi                                             | 6 czerwca 1990    | czerwiec 1994     |
| Marek Czekalski                                    | prezydent miasta Łodzi                                             | 13 lipca 1994     | listopad 1998     |
| Tadeusz Matusiak                                   | prezydent miasta Łodzi                                             | 3 listopada 1998  | 7 marca 2001      |
| Krzysztof Panas                                    | prezydent miasta Łodzi                                             | 7 marca 2001      | 19 czerwca 2002   |
| Krzysztof Jagiełło                                 | prezydent miasta Łodzi                                             | 3 lipca 2002      | 19 listopada 2002 |
| Jerzy Kropiwnicki                                  | prezydent miasta Łodzi                                             | 19 listopada 2002 | 22 stycznia 2010  |
| Jan Witkowski                                      | pełniący funkcję prezydenta miasta Łodzi                           | 22 stycznia 2010  | 1 lutego 2010     |
| Tomasz Sadzyński                                   | pełniący funkcję prezydenta miasta Łodzi                           | 2 lutego 2010     | 27 listopada 2010 |
| Barbara Mrozowska-Nieradko                         | pełniący funkcję prezydenta miasta Łodzi                           | 27 listopada 2010 | 30 grudnia 2010   |
| Paweł Paczkowski                                   | pełniący funkcję prezydenta miasta Łodzi                           | 1 grudnia 2010    | 13 grudnia 2010   |
| Hanna Zdanowska                                    | prezydent miasta Łodzi                                             | 13 grudnia 2010   | nadal             |